# Грамль, Герман
Герман Грамль (нем. Hermann Graml; 10 ноября 1928, Мильтенберг — 4 февраля 2019) — немецкий историограф и публицист.

## Биография
Герман Грамль, сын директора лесного училища, некогда служившего лесником у князей Эстерхази, вырос в замках в Эдельштеттене и Гюнцбурге. Во время Второй мировой войны служил помощником в противовоздушной обороне и работал по направлению Имперской службы труда. В 1945 году попал в плен к американцам.
Получив аттестат зрелости в 1947 году, Герман Грамль изучал историю, германистику и политические науки в
Мюнхенском университете у Франца Шнабеля и в Тюбингенском университете у Ганса Ротфельса и Теодора Эшенбурга. В 1953 году поступил сотрудником на работу в Институт современной истории в Мюнхене. В 1958—1959 годах работал на должности ежемесячного журнала Hinter dem Eisernen Vorhang. Являлся научным референтом, а позднее главным редактором. Женат, отец двоих детей.
Грамль считается одним из ведущих экспертов в области международных отношений первой половины XX века. Он также занимался исследованиями всех периодов истории Германии и, в частности, тематикой антисемитизма при национал-социалистах и движения Сопротивления Гитлеру.

## Труды
- Europa nach dem Zweiten Weltkrieg. 1945—1982 (= Fischer-Weltgeschichte. Bd. 36: Das zwanzigste Jahrhundert 2). Fischer-Taschenbuch-Verlag, Frankfurt am Main 1983, ISBN 3-596-60035-9.
- als Herausgeber mit Wolfgang Benz: Weltprobleme zwischen den Machtblöcken. Fischer-Taschenbuch-Verlag, Frankfurt am Main 1981, ISBN 3-596-60036-7.
- als Herausgeber: Widerstand im Dritten Reich. Probleme, Ereignisse, Gestalten.. Fischer-Taschenbuch Verl, Frankfurt am Main 1984, ISBN 3-596-24319-X.
- Die Alliierten und die Teilung Deutschlands. Konflikte und Entscheidungen. 1941—1948. Fischer-Taschenbuch-Verlag, Frankfurt am Main 1985, ISBN 3-596-24310-6.
- Reichskristallnacht. Antisemitismus und Judenverfolgung im Dritten Reich. Deutscher Taschenbuch-Verlag, München 1988, ISBN 3-423-04519-1.
- als Herausgeber mit Wolfgang Benz und Hermann Weiß: Enzyklopädie des Nationalsozialismus. Klett-Cotta, Stuttgart 1997, ISBN 3-608-91805-1.
- Europas Weg in den Krieg. Hitler und die Mächte 1939. Oldenbourg, München 1998, ISBN 3-486-55151-5.
- Zwischen Stresemann und Hitler. Die Außenpolitik der Präsidialkabinette Brüning, Papen und Schleicher (= Schriftenreihe der Vierteljahrshefte für Zeitgeschichte. Bd. 83). Oldenbourg, München 2001, ISBN 3-486-64583-8.
- Hitler und England. Ein Essay zur nationalsozialistischen Außenpolitik 1920 bis 1940. Oldenbourg Wissenschaftsverlag, München 2009, 124 S. ISBN 978-3-486-59145-3.
- Bernhard von Bülow und die deutsche Außenpolitik. Hybris und Augenmaß im Auswärtigen Amt Oldenbourg, München 2012, ISBN 978-3-486-70945-2